# Chabreloche
Chabreloche [ʃabʁəlɔʃ] (okzitanisch: Chabralòcha) ist eine französische Gemeinde im Département Puy-de-Dôme in der Region Auvergne-Rhône-Alpes. Sie gehört zum Arrondissement Thiers und zum Kanton Thiers. Die Kommune hat 1.164 Einwohner (Stand: 1. Januar 2022).

## Lage und Verkehr

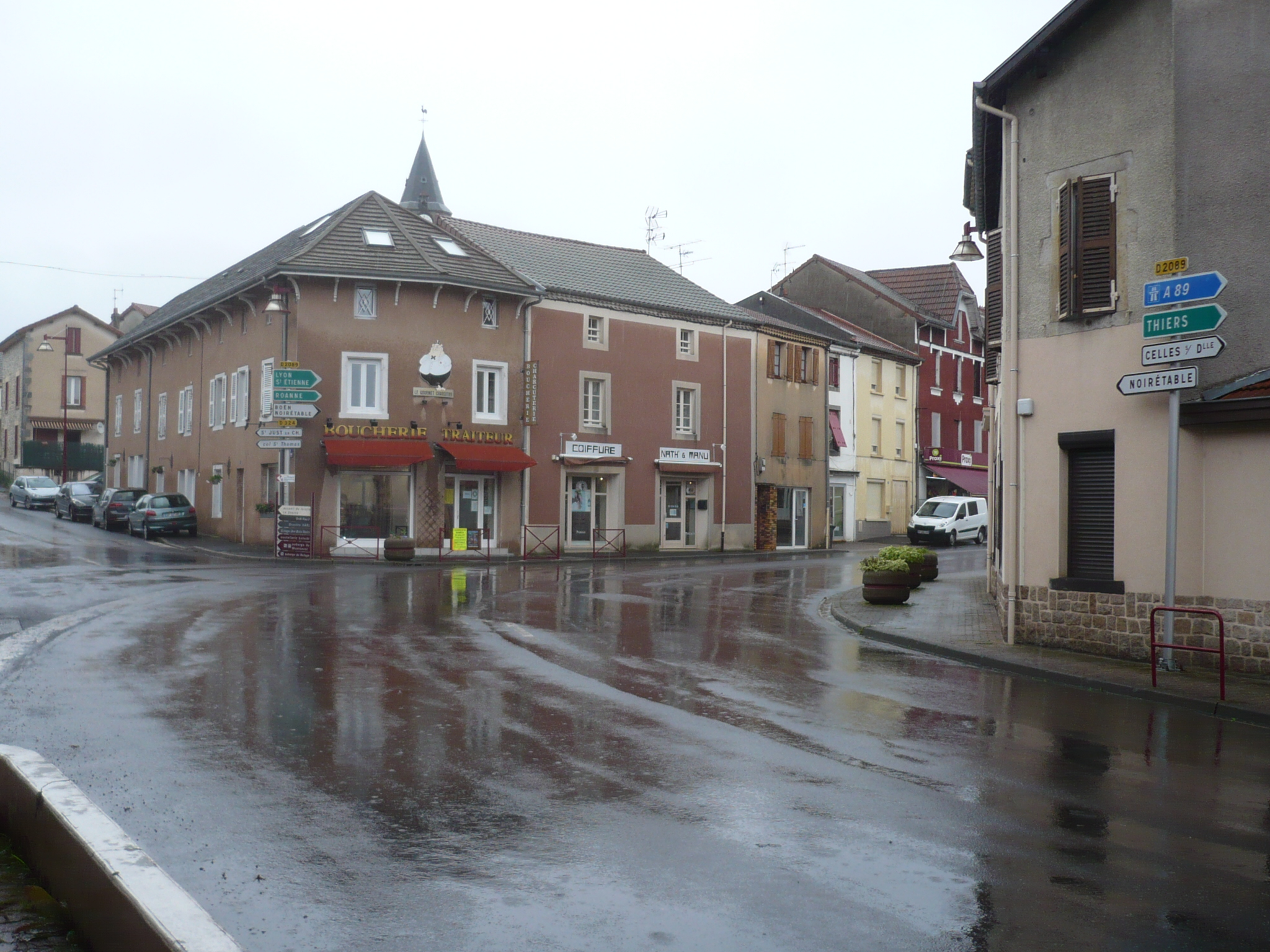
Ortsmitte

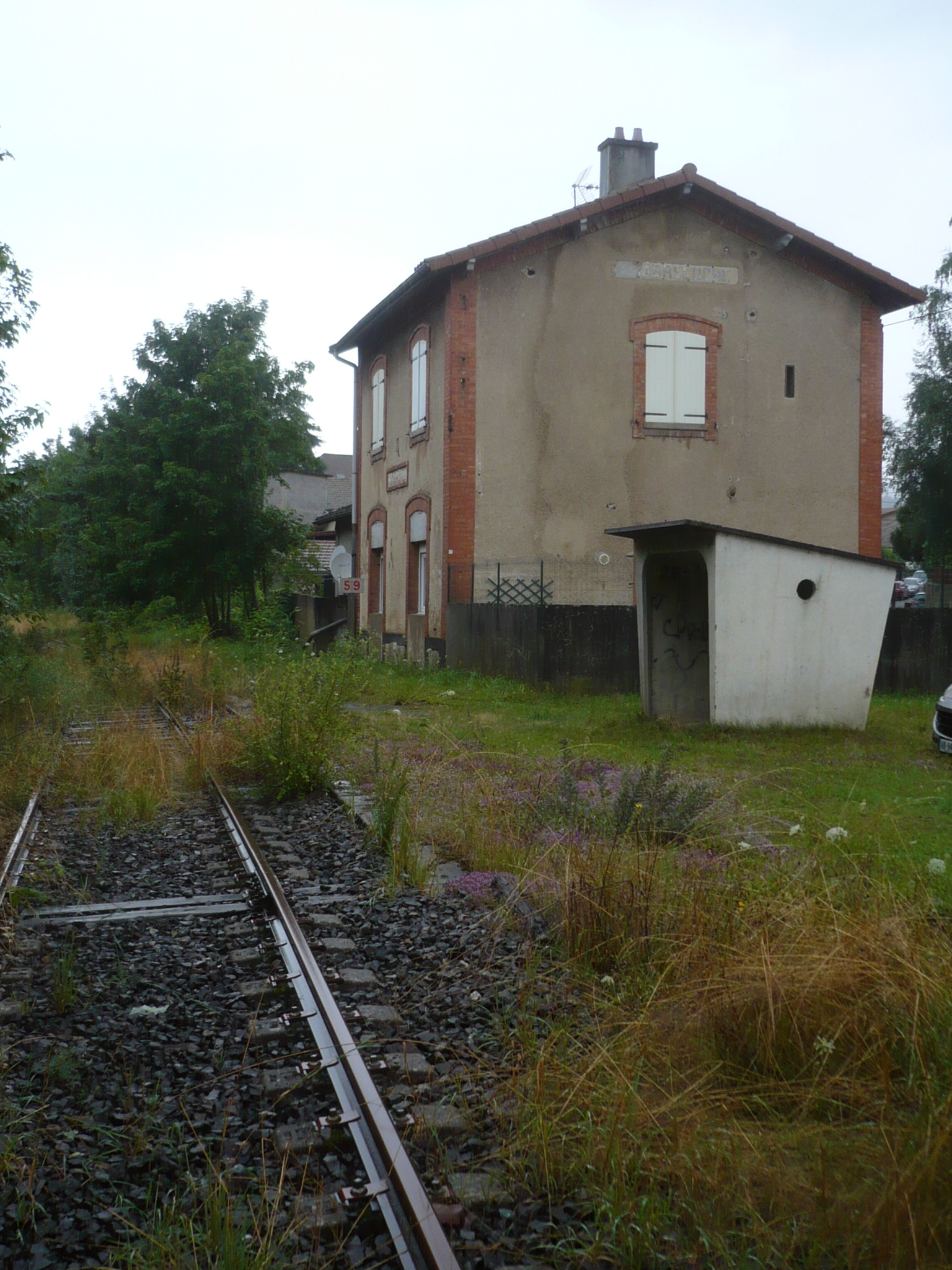
Bahnhof

Chabreloche liegt etwa 48 Kilometer ostnordöstlich von Clermont-Ferrand am Fluss Durolle und am Rande der Berge des Forez im Westen. Umgeben wird Chabreloche von den Nachbargemeinden Arconsat im Norden, Les Salles und Cervières im Osten, Noirétable im Südosten, Viscomtat im Süden sowie Celles-sur-Durolle im Westen.
Chabreloche ist heute Bestandteil des Regionalen Naturparks Livradois-Forez. Durch die Gemeinde führt die Autoroute A89. Chabreloche hat einen Bahnhof an der Bahnstrecke Clermont-Ferrand–Saint-Just-sur-Loire.

## Geschichte
1874 wurde die Gemeinde aus der Nachbarkommune Arconsat herausgelöst.

### Bevölkerungsentwicklung
| Jahr                       | 1962 | 1968 | 1975 | 1982 | 1990 | 1999 | 2006 | 2013 |
| Einwohner                  | 1401 | 1490 | 1400 | 1421 | 1381 | 1323 | 1279 | 1261 |
| Quellen: Cassini und INSEE |      |      |      |      |      |      |      |      |